# VET
VET (англ. Viewpoint Experienced Technology  — интерактивная технология 3D-визуализации виртуальной реальности).

## История появления
Изначально технология называлась MetaStream. И была разработана подразделением компании MetaCreations (группа Real Time Group — RTG), совместно с Intel в далеком 199? году. Разработчик технологии (RTG) — ввел новое понятие в 3D-терминологию — трикселы (trixels). (Можно провести аналогию с пикселами, которые являются составляющей любого двухмерного цифрового изображения.
Триксел описывается декартовыми координатами X, Y, Z и RGB-цветом. В свою очередь количество трикселов в окно браузера пользователя, зависит от скорости канала и характеристик компьютера.)
В ходе дальнейших разработок были созданы конвертор моделей из стандартных форматов в специальный (*.mts) и модуль-просмотрщик для браузеров (VMP).
В последующем в 2000г с целью развития данной технологии из компании MetaCreations было выделено специальное подразделение ViewPoint, которое в дальнейшем (и в настоящее время) занимается продвижением и усовершенствованием данной технологии.
До 2006 года данная технология была условно-бесплатной, то есть всё, что создавалось свободно могло отображаться на локальной машине, но при отображения 3D сцены в Интернете, перед объектами появлялись полупрозрачные надписи «www.viewpoint.com». Чтобы избавиться от них, необходим был ключ (Broadcast Key), который нужно было купить. Для некоммерческих проектов его выдавали бесплатно.
Сейчас наличия ключа не нужно, также для размещения моделей в интернете не нужно покупать лицензию. Помимо прочего сейчас существует бесплатное ПО для создания VET сцены, разработанное ViewPoint Technology.

## VET сцена, формат
Основу VET сцены составляет специальный формат данных, основанный на расширении XML языка. Эти данные размещаются в файле с расширением mtx. Кроме того в состав сцены могут быть подключены различные графические, аудио и видео объекты. Эти объекты могут быть подключены как напрямую без какой либо дополнительной конвертации формата или же эти объекты могут быть помещены в специальный сжатый формат данных — mts (metastream).
Пример подключения графического файла jpg в сцене, в качестве текстуры:
Часть описания объекта типа куб:
```
<MTSInstance Name="Cube_3"  DoShadow="0"  PreliteColor="0 0 0" >
 <MTSMaterial Name="Cube_1_MATERIAL_3_1_2"  ID="4" >
  <MTSTextureMap Type="Diffuse"  Name="img_1_03a" />
 </MTSMaterial>
</MTSInstance>
```

А вот ссылка на внешний файл-текстуру:
```
<MTSTimeElem Type="MTSImageStream"  Name="img1_3"  Path="img/1/img_1_3.jpg" >
 <Target Name="MTSTexture.img_1_03a" />
</MTSTimeElem>
```

Помимо статической jpg текстуры можно назначить и анимационную, например, swf файл.
Простые 3D примитивы в сцене (сфера, куб, коробка, цилиндр, конус, пирамида) могут задаваться в самом mtx файле в виде XML тегов, более сложные 3D объекты (например, объекты конвертированные из пакетов 3х мерного моделирования) возможно подключить в сцену только из mts файла.
Для конвертирования объектов в mts формат данных, можно использовать либо специальные плагины для пакетов 3х мерного моделирования, либо использовать специальное ПО. Например, существует бесплатная программа Scene Builder.

## Технология
Техническая составляющая заключается в автоматическом изменении качества модели.
Качество модели может меняться в зависимости от скорости интернет соединения (то есть от того на сколько быстро данные приходят на машину клиента), от грубой модели во время начала получения данных до фото-реалистичной картинки в итоге, когда все данные придут на машину клиента. А создавать данную «фишку» позволяет оригинальный алгоритм фильтрации данных.
Данный алгоритм заключается в том, что даже грубая модель объекта не содержит потерянных полигонов, а постепенно догружающиеся данные плавно сглаживают её геометрию. Для браузера был разработан подгружаемый модуль расчета сцен — SreeD.
Движок поддерживает прозрачность (transparencies), наложение мягких теней, карты наложения света (lightmaps), рельефное текстурирование (bumpmaps) и активные зоны (при попадании на них возникают текстовые комментарии, фото или видео вставки, причём эти вставки могут подгружаться потоково с другого сервера).
Другой особенностью технологии является рационализация процесса загрузки (принцип «scalability»), суть которого в следующем: изображение в окне браузера клиента улучшается(детализируется) до тех пор, пока это не превышает разумные возможности монитора и видеокарты. То есть например, при разрешении окна сцены 600 на 400 воспроизводить полностью картинку как в оригинале размерами 1000 на 1000 VMP не будет, экономя тем самым производительность машины.

## Документация
- Справочное руководство структуры VET сцены (на англ.)
- Viewpoint документация (на англ.)
- Документация API функций для управления VMP контентом (на англ.)